# Strake Jesuit College Preparatory

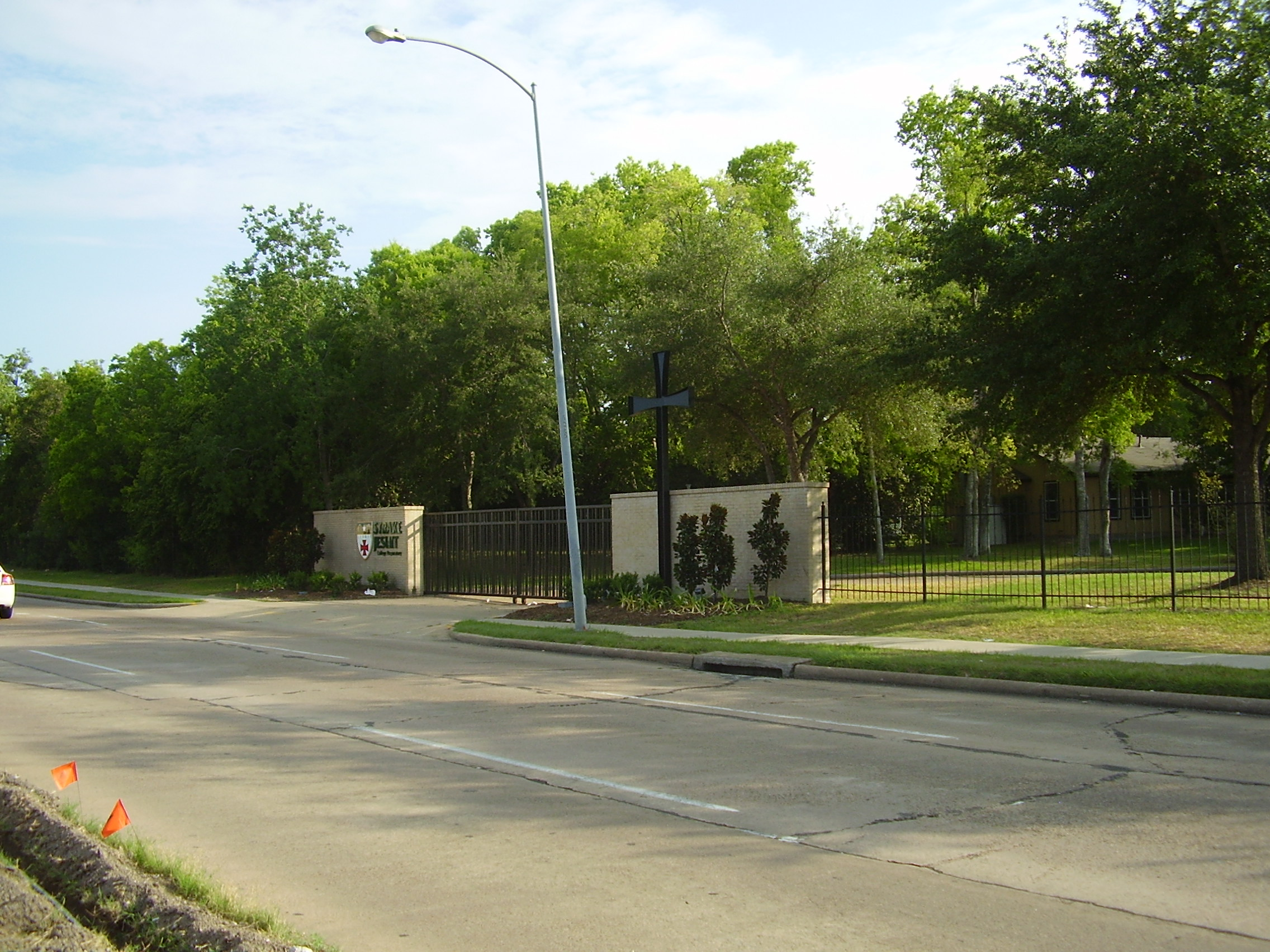
La entrada del Colegio

El Colegio preparatorio Strake Jesuit (Strake Jesuit College Preparatory, Strake Jesuit) es una escuela privada católica en el Barrio Chinatown del distrito Greater Sharpstown en Houston, Texas.

## Historia
La escuela fue fundada en 1960 por el jesuita Michael Kenelley, en el área entonces no desarrollada, al oeste de la ciudad y tiene a Estanislao Kostka como patrón.
Con sus 1200 estudiantes, es la escuela secundaria católica más grande de Houston. La ciudad de Houston ha clasificado el campus, y su vasta colección de piezas de arte, como museo. La escuela está ubicada dentro de la Arquidiócesis de Galveston-Houston y, junto con Jesuit College Preparatory School of Dallas (Dallas Jesuit), es un miembro de la Liga Interescolar Universitaria (University Interscholastic League o UIL);

## Alumnos notables
- Nelson Akwari (2000)
- Tim Frazier (2009)
- Rasheed Sulaimon (2012)
- Jake Voskuhl (1996)